# Esther Banda
Esther Banda (* 21. November 2004) ist eine sambische Fußballspielerin.

## Karriere

### Klub
Sie spielt derzeit für Bauleni United SA.

### Nationalmannschaft
Bei der sambischen A-Nationalmannschaft hatte sie ihr Debüt am 18. Juni 2022 bei einem 1:1 in einem Freundschaftsspiel gegen Marokko. Danach war sie auch beim Afrika-Cup 2022 dabei, kam hier jedoch nicht zum Einsatz.
Am 3. Juli 2023 wurde sie für den Kader der Mannschaft bei der Weltmeisterschaft 2023 nominiert.